# Fiat Marengo
Fiat Marengo ist die Bezeichnung des italienischen Herstellers Fiat für die Nutzfahrzeugversionen der Kombimodelle des 131 Mirafiori, Regata, Tempra und Marea. Die Fiat Marengo hatten keine hinteren Sitze und wurden nur mit Dieselmotoren ausgeliefert.

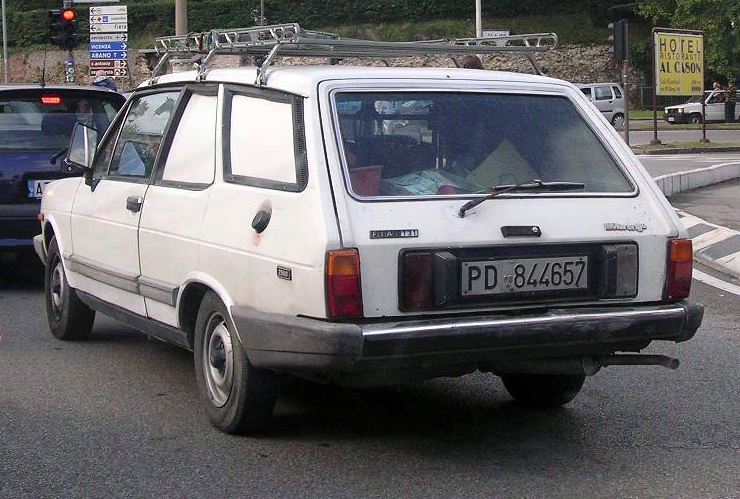
Fiat Marengo auf Basis des Mirafiori
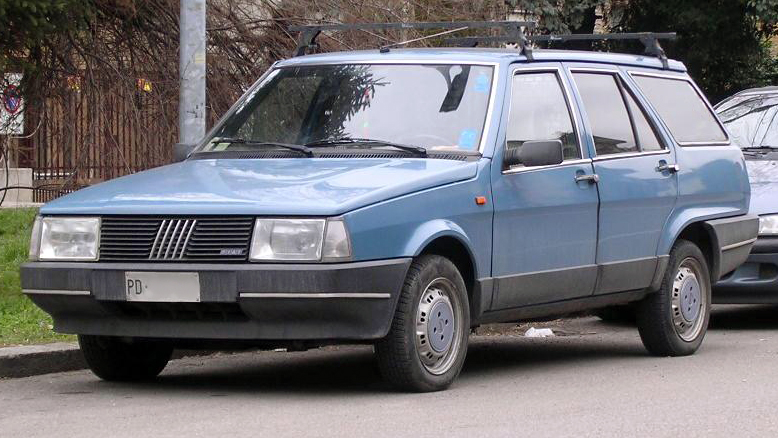
… auf Basis des Regata
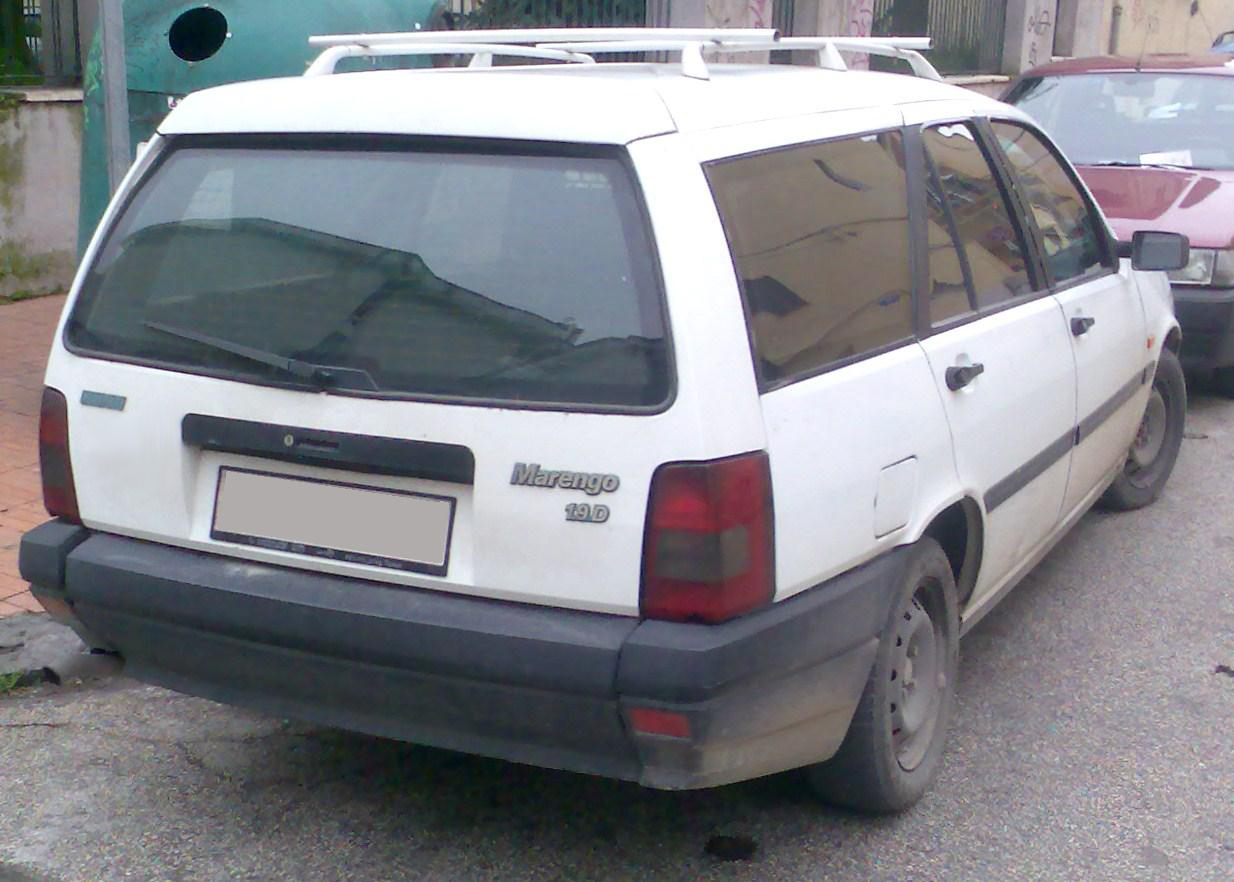
… auf Basis des Tempra
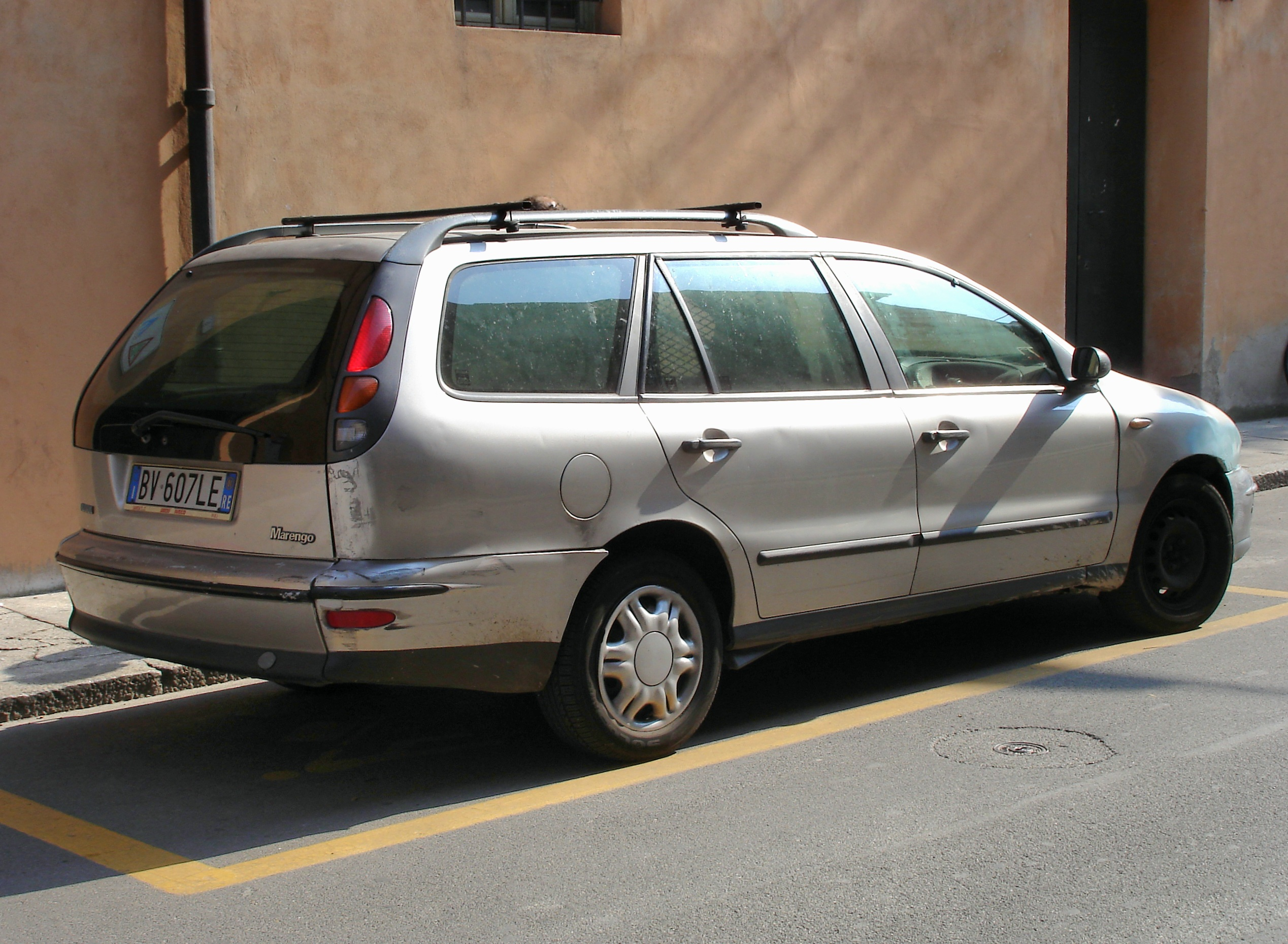
… auf Basis des Marea